# Olga Zabelinskaja
Olga Sergejevna Zabelinskaja (ryska: Ольга Сергеевна Забелинская), född 10 maj 1980 i Leningrad i Sovjetunionen (nu Sankt Petersburg i Ryssland), är en rysk cyklist som sedan 2018 tävlar för Uzbekistan.
Hon tog OS-brons i linjeloppet och därefter även i tempoloppet vid de olympiska cyklingstävlingarna 2012 i London. Vid de olympiska cyklingstävlingarna 2016 tog hon silver i tempoloppet.